# Bøggildit
Bøggildit (auch Böggildit) ist ein sehr selten vorkommendes Mineral aus der Mineralklasse der „Halogenide“ mit der chemischen Zusammensetzung Sr2Na2[Al2F9|PO4] und gehört damit zu komplex zusammengesetzten Strontium-Natrium-Aluminofluoriden mit zusätzlicher Phosphatgruppe.
Bøggildit kristallisiert im monoklinen Kristallsystem und findet sich meist in säuligen Mineral-Aggregaten mit prismatischen und in Längsrichtung gestreiften Kristallen von bis zu 12 Millimetern Länge. Auf unverletzten Flächen der hellroten bis fleischroten Kristalle zeigt sich ein glasähnlicher Glanz, Bruchflächen weisen dagegen einen eher fettartigen Glanz auf.

## Etymologie und Geschichte
Erstmals entdeckt wurde Bøggildit in der Kryolith-Lagerstätte bei Ivittuut im Südwesten Grönlands. Wissenschaftlich beschrieben wurde er 1951 durch den dänischen Geologen Richard Bøgvad (1897–1952), der das Mineral nach seinem alten Lehrer, Professor Ove Balthasar Bøggild (1872–1956) benannte.
Das Typmaterial des Minerals wird im Geologischen Museum (GMK) der Universität Kopenhagen in Dänemark unter der Katalog-Nr. 1857.155a oder 1957.155a aufbewahrt.
Da der Bøggildit bereits vor der Gründung der International Mineralogical Association (IMA) 1958 bekannt und als eigenständige Mineralart anerkannt war, wurde dies von ihrer Commission on New Minerals, Nomenclature and Classification (CNMNC) übernommen und bezeichnet den Bøggildit als sogenanntes „grandfathered“ (G) Mineral. Die seit 2021 ebenfalls von der IMA/CNMNC anerkannte Kurzbezeichnung (auch Mineral-Symbol) von Bøggildit lautet „Bgg“.

## Klassifikation
In der veralteten 8. Auflage der Mineralsystematik nach Strunz gehörte der Bøggildit zur Mineralklasse der „Phosphate, Arsenate und Vanadate“ und dort zur Abteilung „Wasserfreie Phosphate, Arsenate und Vanadate mit fremden Anionen“, wo er zusammen mit Brasilianit, Cafarsit und Lacroixit sowie dem bisher als fraglich geltenden Cirrolit (auch Kirrolith) die „Kirrolith-Brasilianit-Gruppe“ mit der Systemnummer VII/B.12 bildete.
Im zuletzt 2018 überarbeiteten „Lapis-Mineralienverzeichnis“, das sich im Aufbau noch nach der alten Form der Systematik von Karl Hugo Strunz richtet, erhielt das Mineral die System- und Mineralnummer III/C.05-020. In der Lapis-Systematik entspricht dies der Klasse der „Halogenide“ und dort der Abteilung „Doppelhalogenide (meist mit OH, H2O)“, wo Bøggildit zusammen mit Stenonit eine unbenannte Gruppe mit der Systemnummer III/C.05 bildet.
Die von der International Mineralogical Association (IMA) zuletzt 2009 aktualisierte 9. Auflage der Strunz’schen Mineralsystematik ordnet den Bøggildit ebenfalls in die Klasse der „Halogenide“ und dort in die Abteilung „Komplexe Halogenide“ ein. Diese ist allerdings weiter unterteilt nach der Kristallstruktur und/oder dem Haupt-Anionenkomplex, so dass das Mineral entsprechend seiner Zusammensetzung in der Unterabteilung „Aluminofluoride mit CO3, SO4, PO4“ zu finden ist, wo es als einziges Mitglied eine unbenannte Gruppe mit der Systemnummer 3.CG.20 bildet.
In der vorwiegend im englischen Sprachraum gebräuchlichen Systematik der Minerale nach Dana hat Bøggildit die System- und Mineralnummer 12.01.06.01. Auch dies entspricht der Klasse der „Halogenide“ und dort der Abteilung „Halogenidverbindungen“. Hier findet er sich innerhalb der Unterabteilung „Halogenidverbindungen mit verschiedenen Anionen“ als einziges Mitglied in einer unbenannten Gruppe mit der Systemnummer 12.01.06.

## Kristallstruktur
Bøggildit kristallisiert monoklin in der Raumgruppe P21/c (Raumgruppen-Nr. 14) mit den Gitterparametern a = 5,25 Å; b = 10,46 Å; c = 18,58 Å; β = 107,5° sowie 4 Formeleinheiten pro Elementarzelle.

## Bildung und Fundorte
Bøggildit bildet sich innerhalb von Greisen in der Kontaktzone von Kryolith-Erzkörpern. Als Begleitminerale treten neben Kryolith unter anderem noch Albit, Chalkopyrit, Fluorit, Galenit, Molybdänit, Muskovit, Pyrit, Quarz, Sphalerit und Zirkon.
Außer der Typlokalität Ivittuut in Grönland konnte das Mineral bisher nur noch auf der spanischen Insel Teneriffa gefunden werden (Stand 2024).